# Insat-3E
Insat-3E ist ein indischer Kommunikationssatellit der Indian National Satellite System, kurz INSAT, und wird von der ISRO betrieben. Er ist der vierte Satellit, der in der Insat-3-Serie gestartet wurde.

## Start
Insat-3E wurde von Kourou, Französisch-Guyana, von einer europäischen Ariane-5-Trägerrakete zusammen mit Eurobird 3 und SMART-1 ins All gestartet. Der Satellit wurde durch das Zünden des Apogäumsmotors in seine endgültige geostationäre Umlaufbahn gebracht.

## Ende des Betriebs
Im März 2014 war der Lageregelungstreibstoff erschöpft, sodass er in einen Friedhofsorbit, oberhalb des geostationären Gürtels, verschoben wurde.